# Schanze bei Rohrsen
Die Schanze bei Rohrsen ist ein archäologisches Denkmal in der niedersächsischen Gemeinde Rohrsen, Landkreis Nienburg/Weser. Sie erstreckt sich auf einer Länge von etwa 40 Meter und einer Breite von etwa 28 Metern. Die Schanze erhebt sich mit weniger als fünf Metern vom Bodenniveau. Auf der mit Eichen bewachsenen Anlage sind noch einige Schutzwälle erkennbar.

## Geschichte
Die Festung Nienburg wurde im ausgehenden Dreißigjährigen Krieg 1639 vom Schwedischen Heer besetzt. Der Kommandant Wilhelm von Wendt ordnete den Bau einer Schanze nördlich von Nienburg an.
Die sog. Alte Schanze wurde 1640 etwa 150 Meter vom heutigen Flusslauf der Weser errichtet. Nach Abzug der Schweden ließ Johann Friedrich, Herzog zu Braunschweig und Lüneburg, von 1675 bis 1679 die Schanze neu besetzen und mit Kanonen bestücken. Damit konnte zugleich die Straße von Nienburg nach Verden kontrolliert werden.
In dieser Zeit entstanden auch die sog. Neue Schanze etwa 250 Meter weserabwärts (nördlich der Alten Schanze) und die Schanze bei Balge auf der gegenüberliegenden Weserseite. Die Neue Schanze wurde wie die Schanze bei Balge vor 1780 bereits wieder abgetragen. Die Schanze in Balge (Gut Wiede) ist durch den späteren Kiesabbau nicht mehr exakt zu verorten. Sie war von seinem Bruder Georg Wilhelm, Herzog zu Braunschweig-Lüneburg, errichtet worden.
Die Gemeinde verursachte im März 2023 einen erheblichen Schaden an der Schanze, als bei Baumfällarbeiten im südlichen Teil die Umwallung durch schweres Gerät verschoben wurde. Die Gemeinde verpflichtete sich zur Wiederherstellung.

## Weserradweg
Der Weser-Radweg führt an der Schanze auf einer wenig ausgebauten Straße vorbei. Ein Rastpunkt mit Infotafel ist eingerichtet.